# L.D. 50
L.D. 50 es el primer álbum de estudio de la banda estadounidense de heavy metal Mudvayne, lanzado a través de la compañía discográfica Sony Music el 22 de agosto de 2000. Para este trabajo, la banda contó con la participación del percusionista de Slipknot Shawn Crahan, quien se desempeñó como productor.
Los orígenes de la banda se remontan a finales de la década de 1990, en Peoria (Illinois), donde tres de los cuatro integrantes originales decidieron formar una banda de música rock. Entre ellos, el bajista Shawn Barclay, el guitarrista Greg Tribbett y Matthew McDonough en la batería; el último en integrarse fue Chad Gray, quien ejerció como la voz principal del grupo. Desde sus inicios, la banda fue ampliamente conocida por su aspecto visual que incluía maquillaje bizarro y vestiduras extravagantes, también por el sonido pesado que imprimían en sus canciones.
El disco recibió críticas favorables y es comúnmente elogiado por las habilidades técnicas. La revista Metal Storm indicó que el sonido es «simplemente genial» y que el álbum posee «tonos extraños, líneas de bajo demenciales, batería asimétrica y voces cromáticas»; Borivoj Krgin de Blabbermouth.net dijo que la música es aplastante e «increíblemente brutal», mientras que el semanario británico New Musical Express (NME), le describió como un trabajo «completamente demencial». 
L.D. 50 fue certificado disco de oro por la RIAA el 17 de agosto de 2001, por su parte, el sencillo «Dig» ganó el Premio MTV2 en la gala de los MTV Video Music Awards 2001.

## Producción
Mudvayne se formó en la década de los años 90, en Peoria (Illinois), Estados Unidos. La banda se hizo conocida por su fuerte aspecto visual que incluía maquillaje excéntrico y vestiduras extravagantes. Después de lanzar de manera independiente el EP «Kill, I Oughta» en 1997, la banda firmó contrato con la compañía discográfica Epic Records, para lanzar al mercado su primer álbum de estudio. L.D. 50 fue producido por Garth «GGGarth» Richardson, el productor ejecutivo Steve Richards y Shawn Crahan, integrante de la banda Slipknot. Antes de firmar contrato, la banda conoció a un promotor local llamado Steve Soderstrom que informó a su jefe Chuck Toler sobre la agrupación. Toler mantenía contactos con funcionarios de Epic y ayudó a Mudvayne. En un comienzo, Epic Records decidió promocionarlos por medios de carteles y todo tipo de anuncios, sin tener en cuenta su particular aspecto visual. Sin embargo, la apariencia y los videos musicales brindaron un mayor reconocimiento al cuarteto estadounidense.
Las sesiones de grabación fueron agotadoras según los miembros de la banda. El baterista del grupo, Matthew McDonough comentaba: «estábamos grabando en Vancouver, pero no tuvimos la oportunidad de ver la ciudad, estábamos allí y hemos trabajado y eso fue todo», mientras que Chad Gray aseguraba que el tiempo fue un factor decisivo en la producción, debido a que permanecieron pocos días en los estudios Warehouse y que presentaban un bajo presupuesto  para el álbum. Gray también dijo: escribí «Pharmaecopia» y «Nothing to Gein» en nuestra última noche en el estudio, antes de que las cintas fueran enviadas a Nueva York para ser mezcladas».

## Estilo musical
Desde sus inicios la banda se caracterizó por imprimir a sus canciones sonidos fuertes y discordantes, con un alto nivel de interpretación técnica, al que han denominado math metal. El estilo musical de L.D. 50 abarca distintos géneros musicales que van desde el death metal hasta el jazz fusión, el speed metal, entre otros. Según el baterista Matt McDonough, L.D. 50 se compone básicamente de math rock, aunque incorpora otros géneros musicales. Presenta influencias de hardcore punk, death metal, jazz fusión, world music y speed metal. También describe otros estilos como el metal progresivo, heavy metal, metal alternativo y nu metal. Por su parte, la revista estadounidense Spin dice que la música es una «versión futurista progresiva de Slipknot», mientras que otros portales web especializados como MTV y la crítica le definen math metal.
Durante el proceso de composición, los miembros de la banda acoplaron las letras y riffs a una ideología denominada «simbolismo numérico», algo que Matthew McDonough argumentaba en reiteradas ocasiones. Según McDonough, mientras que él y Chad Gray escribían las letras de «Nothing to Gein», Greg Tribbett realizó un riff que alternaba con cuatro y cinco barras de compás; esto, debido a que el nueve es un número lunar y éste se ajustaría a la letra de la canción, que lleva por temática la vida del asesino en serie estadounidense Ed Gein. La historia de Gein llamó la atención de McDonough y Gray, después de leer un libro sobre crímenes y asesinos en serie. «Nothing to Gein» habla de «cómo las personas son a menudo un producto de su crianza», mientras que «Cradle» habla sobre el padre de Gein.
El título del álbum proviene del término técnico dosis letal mediana, abreviado DL50 o Dosis Letal, 50%, utilizado por los toxicólogos para referirse a la dosificación requerida para matar a la mitad de los miembros de una población sometida a prueba. MjDawn, un artista que trabaja en la parte electrónica grabó, mezcló y masterizó los interludios electrónicos del álbum.

### Influencias
Mudvayne fue influenciado por los géneros heavy metal, metal extremo, metal industrial y de artistas de rock progresivo como Tool, Obituary, Devin Townsend, Faith No More, Emperor, Pantera, Alice in Chains, Voivod, Skinny Puppy, King Crimson, Porcupine Tree, Metallica, Pearl Jam y Mötley Crüe. Primera pista del álbum, «Monolith», se refiere a la película 2001: A Space Odyssey de Stanley Kubrick 2001; la banda estaba fuertemente influenciada por la película durante el proceso de producción de L.D. 50. El cantante Chad Gray dijo que vio el filme treinta veces en tres meses: «(...) la tengo en DVD, tapé los auriculares de mi computadora, sólo escuchaba la película y la visualicé en mi cabeza».

## Crítica
L.D. 50 recibió críticas favorables y negativas. William Ruhlmann de Allmusic afirmó que una de las principales características visuales de la banda es el maquillaje facial que utilizan, acompañado de un rock agresivo con letras que se centran en la obscenidad y el suicidio. Todos estos elementos le distinguen de otras agrupaciones musicales que desarrollan música heavy.
Ben Ratliff de la revista Rolling Stone dijo que las canciones se componen de sonidos agresivos e inquietantes que transmiten ira y enojo, acompañado de voces quebradas cargadas de adrenalina. Según Ratliff, L.D. 50 lleva el sello del percusionista de Slipknot, Shawn Crahan, quien colaboró en la producción y trabajó en la parte visual (rostros pintados con diseños graciosos). Concluyó su análisis al afirmar que la mayoría de las letras que conforman el disco «son claramente la base de la ira de Kud».
El semanario británico New Musical Express (NME) le describió como un trabajo «completamente demencial», músicos vestidos de forma aterradora con vocabularios obscenos: «fuck» y «cocksucker» que interpretan canciones tales como «Mutatis Mutandis», «Primates Forever» o «Recombinant Resurgence» y cuyo título de álbum «es una referencia a la cantidad de material tóxico necesario para matar a 50 de 100 víctimas de prueba».
Borivoj Krgin del sitio web Blabbermouth.net dijo que la música es aplastante e «increíblemente brutal» y que los miembros poseen «innumerables habilidades instrumentales». Sin embargo, criticó la incapacidad de producir buenos «ganchos vocales» (vocal hooks), esto hace que «algunas de sus pistas suenen incómodamente indistinguibles unas de otras, especialmente a medida que profundizas en el CD».
La revista electrónica Metal Storm indicó que el material posee «una buena composición de canciones», la mayoría de estas son «pegajosas» con ritmos irregulares y efectos extraños, todo esto hace que el sonido sea «simplemente genial». Otro de los aspectos que resaltó es la «capacidad para hacer diferentes canciones y líneas originales» y que la música de Mudvayne se compone básicamente de «tonos extraños, líneas de bajo demenciales, batería asimétrica y voces cromáticas». Muy a pesar de los elogios, la revista también dijo que muchas de las canciones presentan tonos desagradables e incluso «melodías fangosas».
L.D. 50 llegó al puesto 85 de la lista estadounidense del Billboard 200, también alcanzó la posición 23 en la lista canadiense de ventas digitales. Asimismo, entró a la trigésima tercera posición en la lista australiana y permaneció durante 4 semanas consecutivas. Fue certificado disco de oro en los Estados Unidos el 17 de agosto de 2001 al superar las 500 000 unidades vendidas. Por otra parte, los sencillos  «Death Blooms» y «Dig» se ubicaron en la posición 32 y 33 respectivamente del Mainstream Rock Songs.

## Listado de canciones
| L.D. 50 |                             |                           |          |  |
| N.º     | Título                      | Música                    | Duración |  |
| 1.      | «Monolith»                  | Chad, Greg, Sean, Matthew | 1:53     |  |
| 2.      | «Dig»                       | Chad, Greg, Sean, Matthew | 2:41     |  |
| 3.      | «Internal Primates Forever» | Chad, Greg, Sean, Matthew | 4:24     |  |
| 4.      | «-1»                        | Chad, Greg, Sean, Matthew | 3:59     |  |
| 5.      | «Death Blooms»              | Chad, Greg, Sean, Matthew | 4:51     |  |
| 6.      | «Golden Ratio»              | Chad, Greg, Sean, Matthew | 0:54     |  |
| 7.      | «Cradle»                    | Chad, Greg, Sean, Matthew | 5:15     |  |
| 8.      | «Nothing to Gein»           | Chad, Greg, Sean, Matthew | 5:28     |  |
| 9.      | «Mutatis Mutandis»          | Chad, Greg, Sean, Matthew | 1:44     |  |
| 10.     | «Everything and Nothing»    | Chad, Greg, Sean, Matthew | 3:15     |  |
| 11.     | «Severed»                   | Chad, Greg, Sean, Matthew | 6:30     |  |
| 12.     | «Recombinant Resurgence»    | Chad, Greg, Sean, Matthew | 2:00     |  |
| 13.     | «Prod»                      | Chad, Greg, Sean, Matthew | 6:04     |  |
| 14.     | «Pharmaecopia»              | Chad, Greg, Sean, Matthew | 5:34     |  |
| 15.     | «Under My Skin»             | Chad, Greg, Sean, Matthew | 3:47     |  |
| 16.     | «(K)now F(orever)»          | Chad, Greg, Sean, Matthew | 7:06     |  |
| 17.     | «Lethal Dosage»             | Chad, Greg, Sean, Matthew | 2:59     |  |
| 68:32   |                             |                           |          |  |

| Bonus Track |                 |                           |          |  |
| N.º         | Título          | Música                    | Duración |  |
| 18.         | «Dig (Live)»    | Chad, Greg, Sean, Matthew | 2:43     |  |
| 19.         | «Cradle (Live)» | Chad, Greg, Sean, Matthew | 5:03     |  |
| 75:78       |                 |                           |          |  |

## Posicionamiento en las listas
| Año  | Álbum/Canción  | Lista                  | Posición |
| ---- | -------------- | ---------------------- | -------- |
| 2001 | L.D. 50        | Top Heatseekers        | 1        |
| 2001 | L.D. 50        | Billboard 200          | 85       |
| 2001 | L.D. 50        | Australian Charts      | 33       |
| 2001 | «Dig»          | Mainstream Rock Tracks | 33       |
| 2001 | «Dig»          | Canadian Singles Chart | 23       |
| 2001 | «Death Blooms» | Mainstream Rock Tracks | 32       |

## Certificaciones discográficas
- Recording Industry Association of America (RIAA)

| Fecha                | Designación | Ventas    |
| -------------------- | ----------- | --------- |
| 17 de agosto de 2001 | Oro         | 500 000 + |

## Créditos
| Mudvayne - Chad Gray — Voz - Greg Tribbett — Guitarra - Ryan Martinie — Bajo - Matthew McDonough — Batería | Producción - GGGarth — Producción - Shawn Crahan — Productor ejecutivo - Dean Maher — Ingeniero - Steve Richards — Productor ejecutivo - Steve Sisco — Asistente de ingeniería - Scott Ternan — Asistente de ingeniería - Andre Wahl — Ingeniero de audio - Andy Wallace — Mezclas - Howie Weinberg — Masterizador |